# Bruno the Great
Bruno the Great este un serial de animație, pentru copii care a debutat pe Disney Channel România în ianuarie 2010.  Durata serialului este mică. Brain face cascacadorii, trucuri și șmecherii; care le face de multe ori greșit dar la sfârșitul fiecărui episod reușește mai bine decât adversarul lui.